# Политикин Забавник
Политикин Забавник (у Правопису српскога језика: Политикин забавник) је српски часопис који ужива култни статус у поп култури Србије и бивше Југославије. Први број изашао је 28. фебруара 1939. године. У почетку је штампан у облику дневних новина, а излазио је двапут недељно, уторком и петком. Тренутно излази једном недељно, петком. Отприлике трећину часописа чине стрипови, док друге две садрже чланке о науци, уметности, природи, историји, музици, интересантним догађајима из живота, и често су писани у забавном духу. Слоган часописа је: За све од 7 до 107. У 2006. години проглашен је српским „супербрендом“. Данас је просечан тираж часописа 37.000, док је на врхунцу, током седамдесетих година 20. века, достизао и тираж од преко 300.000 примерака.
Сви бројеви Политикиног забавника могу се прочитати бесплатно, на званичном сајту Политикиног забавника. У одељку Архива налазе се издања од првог броја, па до оног који је објављен месец дана пре последњег издатог броја.
Поводом дана државности 2020. часопису је додељен Сретењски орден трећег степена.

## Историја

### Предратне године (1939—1941)
Првобитну редакцију листа чинили су новинари Политике, на челу са Владиславом Рибникаром, Душаном Дудом Тимотијевићем и Живојином Батом Вукадиновићем. Они су били ентузијасти, око којих се окупљала српска интелектуална левица касних 1930-их година. Њихова замисао је била да направе часопис који ће се састојати од романа, прича и стрипова. Дана 31. децембра 1938. године дневне новине Политика објавиле су јавни конкурс за име новог издања. Од 34.998 пристиглих купона, једна петина гласала је за име „Политикин Забавник“ између осталих предлога. Званичном кумом Политикиног Забавника проглашена је тада деветогодишња Антонија Савић, чији је купон извучен из бубња. Први број часописа изашао је 28. фебруара 1939. године, продат је у 120.000 примерака за три дана. Штампан је у облику берлинера (31×47 cm). Имао је дванаест страница штампаних црно-бело. Четири од њих штампане су са додатком црвене боје и њених тонова. Концепт Политикиног Забавника био је избалансиран однос између стрипова и текстова, попут романа, прича и занимљивости.Први домаћи стрип који је изашао у првом издању Забавника, био је Баш Челик од Ђорђа Лобачева. Такође су ту били Дизнијеви стрипови, стрип о Морнару Попају и стрип Али Баба.
Као уредник стрипа, Дуда Тимотијевић био је главни преводилац америчких дневних и недељних стрипова. Био је „кум“ многим Дизнијевим јунацима, дајући им српска имена у односу на њихов физички изглед. Поред Дизнијевих, Политикин Забавник објављивао је и стрипове као што су: Џим из Џунгле (Jungle Jim), Пустоловине Малог Џонија (Ming Foo), Доживљаји мале Ане (Little Annie Rooney), Усамљени јахач (The Lone Ranger), Ред Рајдер (Red Ryder), Тимбл Театар (Thimble Theater), Репортер Харпер (Curley Harper), Брик Брадфорд (Brick Bradford) и Кинг из северне бригаде (King of the Royal Mounted). Домаћи аутори су такође заузимали значајан простор: Ђорђе Лобачев (стрипови повезани са српским фолклором – Баш Челик и Чардак ни на небу ни на земљи), Мома Марковић (Риста спортиста – авантуре београдских дечака), Константин Кузњецов (адаптација Пушкинових приповедака – Скаска о златном петлићу и Бајка о цару Салтану) и Сергеј Соловјев (адаптација Р. Л. Стивенсоновог Острва с благом). Главна разлика између Политикиног Забавника и конкурентских стрип издавача, попут Мике Миша и Микијевог царства били су текстуални делови, који су садржавали укрштене речи, романе, Риплијеву рубрику Веровали или не!, репортаже од науке до спорта и велики број кратких, интересантних и научних текстова. Осим тога, имао је ексклузивно право на, у то време у Србији јако популарне, стрипове Волта Дизнија.
Уредник текстуалних делова био је Бата Вукадиновић. У Политикином Забавнику излазили су романи Едгара Алана Поа, Марка Твена, Х. Џ. Велса и многих других познатих писаца.
Просечан тираж часописа достигао је цифру од 41.000 по издању, што је у то време био огроман број. Бомбардовање Београда у Другом светском рату прекинуло је издавање часописа. Последње предратно издање (број 220) изашло је 4. априла 1941. године.

### Послератне године (1952—1967)
Убрзо након што се рат завршио, нови комунистички режим није трпео стрипове и забранио је њихово издавање. Образложење је било да су стрипови продукт капитализма. Међутим, након гашења совјетског утицаја у Титовој Југославији, а нарочито после сукоба са Стаљином и периода Информбироа, забране везане за културу почеле су да слабе. Прво је почело са карикатурама и анимираним филмовима, а нешто касније почело се са објављивањем стрипова у различитим едицијама.
Седам година након завршетка Другог светског рата Владислав Рибникар је одлучио да поново покрене часопис. Прво послератно издање изашло је 5. јануара 1952. године. Главни и одговорни уредник био је Коста Степановић, а његов први заменик Богдан Поповић, који је касније такође постао уредник. Према легенди, чију је истинитост данас тешко доказати, услови за то створили су се након посете атинског представника компаније Волт Дизни (The Walt Disney Company). Он је предложио Титу да врати стрип издаваштво у Југославију. „Што да не, ја волим Пају Патка“, био је наводно Титов одговор. Ипак, чињеница је да су Дизнијеви јунаци заузимали значајан простор у Политикином забавнику.

### Савремено доба (1968—1990)
Шести јануар 1968. године представљао је историјски датум за часопис. Никола Лекић, главни уредник у то време, променио је формат издања са новинског у формат часописа (25×33 cm). Такође, часопис је почео да излази у боји. Још једна значајна иновација била је стрип на више страна у средини часописа. Пре тога Политикин Забавник је објављивао само стрипове у каишевима и на појединачним таблама. Овај додатак садржавао је део комплетне епизоде стрипа подељене на 2-3 наставка.
Од 1971. године, Политикин Забавник почео је да излази и на латиници и на словеначком језику, да би на врхунцу популарности, 1975. године, достигао тираж од 330.000 примерака по броју. Године 1988. поново мења формат, постајући нешто мањи (21×30 cm).

### Политикин Забавник од 1990-их до данас
Након распада СФРЈ, Забавник је током 1990-их наставио да излази само ћирилицом. Почетком јануара 1993. године, Политика је на насловној страни објавила наслов: „Санкције протерале Пају, Микија и остале Дизнијеве јунаке.“ Увођењем санкција СР Југославији, Дизнијеви јунаци престали су да излазе у свим Политикиним издањима. Током трајања санкција, Паја Патак који продаје новине, заштитни знак који се налази у горњем десном углу часописа уз његов лого, био је обојен у црно, тако да се могла видети само његова силуета. Након престанка рата и санкција Пајин лик је поново враћен. Политикин Забавник је изразио сличан протест и током бомбардовања СРЈ, када је на црној насловној страни осванула глава Микија Мауса који је шакама прекрио очи. Током ратних година Политикин Забавник је често излазио на лошијем папиру, мањем броју страница, и на већем броју црно белих страница него раније. Стрип Мики, који је редовно излазио на последњој страници, заменио је стрип о мачку Гарфилду, све до броја 3186 од 1. марта 2013. године, од када се на последњој страници налази стрип о Паји Патку.
Почетком 21. века Политикин Забавник почиње да излази на финијем папиру, повећаном броју страна и комплетно у боји, што никада пре није био случај. Данас Политикин Забавник излази на 68 страница у димензијама 222 × 305 mm.

## Рубрике
Сваки број састоји се од сталних и периодичних рубрика и осталих текстова повезаних са садржајем часописа.
Сталне рубрике:
- Веровали или не!
- Јесте ли већ чули да... — интересантне чињенице
- Хогар Страшни — стрип
- Ма шта кажеш — смешне и необичне причице из свакодневног живота
- Живот пише драме — приче из живота
- Забавникове логичке загонетке — логички и математички проблеми
- Стрип — 12-15 страна једног стрипа који излази у 2-4 наставка
- Енигматика
- Забавников ЗОО — текстови о животињама
- За читање и уживање — кратке приче познатих писаца
- ХИТ страна — покоја реч о музичким легендама
- Изуми, открића, достигнућа — технологија у служби науке
- — чланци о новим технолошким направама
- Ја ♥ ПТТ — странице за писма читалаца и одговори на њихова питања везана за најразноврсније теме
- Рекли су — поучне или духовите изјаве познатих и непознатих људи
- Паја Патак — стрип

Повремене рубрике:
- Забавников историјски Забавник — духовите приче из историје
- Приче о песмама — текстови о музици
- Пут око света за 120 динара
- Фантастика — фантастичне, или SF приче, које уређује Зоран Живковић
- Живот је бајка
- Задаци за 21. век
- Зашто се каже... — лингвистички текстови о коренима и значењима појединих речи
- Догодило се на данашњи дан — важни и занимљиви догађаји кроз историју
- Свака слика има причу
- Византијске приче

## Стрипови
Током година, Политикин Забавник је објавио велики број стрипова. Углавном америчких, француских, белгијских и стрипове домаћих аутора. Неки од најпознатијих стрипова често штампаних у Политикином Забавнику су:
| - Астерикс - Бетмен - Бернард Принс - Блубери - Брик Брадфорд - Коко Бил - Корто Малтезе - Денис напаст - Дик Трејси - Дикан - Флеш Гордон - Хи-Мен - Изногуд - Џеремаја | - Бим и Бум - Талични Том - Мандрак - Модести Блејз - Попај - Принц Валијант - Рахан - Рип Кирби - Тајни агент X-9 - Супермен - Фантом - Тинтин - XIII - Гарфилд |

извор:

## Илустратори
Велики број текстова у Политикином Забавнику пропраћен је илустрацијама. Оне су рађене у различитим медијима. То су најчешће комбинације сликарских и цртачких техника (оловка, туш, темпера, акрилик и гваш). С развојем рачунара све већи број илустратора ради илустрације дигитално. У августу 2007. године у Музеју примењене уметности у Београду одржана је изложба под називом „Илустратори Политикиног Забавника“ на којој је приказано 367 радова 104 уметника. Том приликом кустос музеја, Слободан Јовановић, је изјавио: „Иако је сваки од аутора дао Забавнику свој визуелни печат, заједно су дали допринос ширењу радозналости, креативности и визуелног размишљања, својственом духу Политикиног забавника.“
Између осталих за Забавник су илустровали Ђорђе Лобачев, Владимир Жедрински, Ратомир Руварац, Божидар Веселиновић, Брана Јовановић, Петар Радичевић, Лазо Средановић, Милан Милетић, Момир Томић, Драгомир Ацовић, Зоран Петканић Петко, Љубомир Милојевић Љубац, Добросав Боб Живковић, Растко Ћирић, Алекса Гајић, Бобан Савић Гето, Дарко Гркинић, Силва Вујовић, Владана Ликар-Смиљанић, Славко Крунић и многи други.

## Специјална издања
Године 1974. почело је да излази специјално издање Политикиног Забавника под именом Микијев Забавник. Током санкције Дизнијевих јунака, Микијев Забавник је био замењен Малим Забавником - бајком у стрипу (22 броја), да би од октобра 1994. године почео поново да излази. Излажење Микијевог Забавника завршено је 2001. године. 
Године 1981. излази посебно издање под називом Стрип 81. Следеће године име му је било Стрип 82, а као његов прилог појављује се Рок 82, из кога ће касније израсти часопис Рок.

## Књижевна награда Политикиног Забавника
Књижевна награда Политикиног Забавника је награда која се сваке године додељује писцу најбоље књиге за младе, објављене у претходној години. Награда је установљена и први пут додељена 1980. (за 1979. годину). Награда се додељује сваке године на годишњицу Политике — 25. јануара. Право учешћа имају све књиге за младе написане на српском језику или језику националних мањина у Србији.
Међу писцима који су је до сада освојили су: Гроздана Олујић, Енес Кишевић, Милован Витезовић, Градимир Стојковић, Павао Павличић, Владимир Стојшин, Бранко В. Радичевић, Слободан Станишић, Мирјана Стефановић, Миленко Матицки, Светлана Велмар Јанковић, Весна Алексић, Владимир Андрић, Игор Коларов.

## Логотипи
Од 1939. године, за тај лист, било је осам прилично различитих логотипа. Први логотип листа је важио од 1939. до 1941. године, други логотип је важио од 1952. до 1968. године и поново од 1970. до 1972. године, трећи логотип је важио од 1968. до 1970. године, четврти логотип је важио од 1972. до 1982. године, пети логотип је важио од 1982. до октобра 1984. године, шести логотип је важио од октобра до децембра 1984. године, седми логотип је важио од децембра 1984. до 1992. године, а осми, уједно и данашњи логотип важи од 1992. године.